# マルタ・クリスティーナ

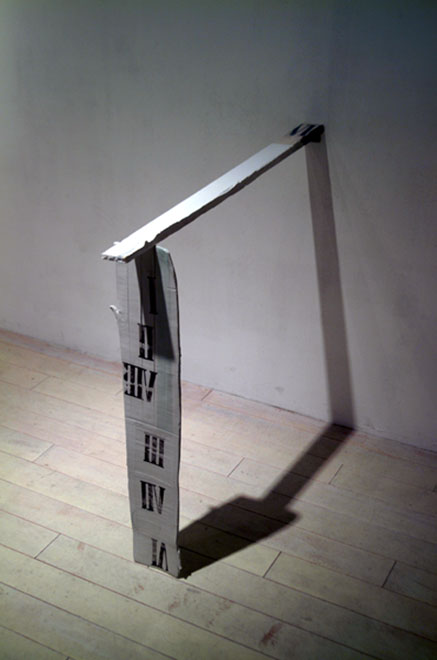
Wall piece, Silk screen printed porcelain

マルタ・クリスティーナ・カルバーリョ（Marta Cristina Carvalho 、1964年 - ）は、ポルトガルの陶芸家。女性。コインブラ県コインブラ出身。

## 人物
1988〜1990年にオポルト美術学校卒業後、マカオへと渡りグラフィックデザイナーとして活動する。1992年より日本に滞在し滋賀県立陶芸の森研修生を経て、現在は京都在住で陶芸家として活動している。1996年から1997年までは京都芸術短期大学で非常勤講師をしている。